# Регулациона линија
Регулациона линија јесте урбанистички показатељ који се користи у урбанизму, архитектури и грађевинарству. То је линија која раздваја површину одређене јавне намене од површина предвиђених за друге јавне и остале намене.

## Примена
У српском законодавству регулациона линија се обично даје у виду граничне вредности за одређени урбанистичку целину, урбанистички блок или грађевинску парцелу.
Према важећем Правилнику о општим условима за парцелацију, регулацију и изградњу растојање између регулационих линија (ширина појаса регулације) се утврђује у зависности од значаја саобраћајнице, односно инфраструктуре, као хоризонтална, надземна и подземна регулација. Најмања дозвољена ширина појаса регулације по врстама улица је за:
1. сабирне улице - 10,00 м;
2. стамбене улице - 8,00 м;
3. саобраћајнице у сеоским насељима - 7,00 м;
4. колски пролази - 5,00 м;
5. приватне пролазе - 2,50 м;
6. пешачке стазе - 1,50 м.

Постављање регулационе линије улица и јавних површина обавезан је део плана детаљне регулације и идејног пројекта.